# Doesn't Matter (Voleur de soleil)
Singles de Christine and The Queens
Damn, dis-moi
(2018) 5 dollars
(2018)
Doesn't Matter (Voleur de soleil), également publiée sous le titre Doesn't Matter, est une chanson de Christine and The Queens ou Chris. Réalisé le 5 juillet 2018, il s'agit du 2e single extrait du second album de la chanteuse. Doesn't Matter (Voleur de soleil) est la version francophone et Doesn't Matter est la version anglophone. Il s'agit du 3e single de l'artiste à être sorti en deux versions.

## Contexte
La chanteuse a annoncé un second album Chris prévu pour le 21 septembre 2018 et une tournée pour l'automne. 7 semaines après avoir sorti le premier single de l'album, intitulé Damn, dis-moi / Girlfriend, elle sort le 5 juillet 2018 les deux versions de ce nouveau single.  

## Vidéos
Le 5 juillet 2018, la chanteuse publie sur sa chaîne Youtube les clips des deux versions du single. 

## Classements
| Classement (2018)            | Meilleure position |
| ---------------------------- | ------------------ |
| France (SNEP Téléchargement) | 49                 |